# Czas wojny (film)
Czas wojny (ang. War Horse) – film wojenny w reżyserii Stevena Spielberga produkcji amerykańsko-brytyjskiej, na podstawie powieści pod tym samym tytułem Michaela Morpurgo. Jego światowa premiera odbyła się 25 grudnia 2011 roku, kiedy obraz wszedł do dystrybucji w Stanach Zjednoczonych i Kanadzie.
Film studia Dreamworks i Stevena Spielberga to opowieść dziejąca się w scenerii Anglii i Europy, w czasie I wojny światowej.

## Fabuła
Rodzina Narracottów prowadzi farmę w Devon. Ojciec Ted (Peter Mullan) kupuje pięknego konia Joeya, który nie nadaje się jednak do pracy w gospodarstwie. Bardzo się z nim zaprzyjaźnia syn Narracottów, Albert (Jeremy Irvine). Gdy rumak zostaje sprzedany armii, poznajemy jego dramatyczne, zmienne losy podczas wojennej zawieruchy.

## Obsada
- Benedict Cumberbatch – major Stewart
- Tom Hiddleston – kapitan Nicholls
- Emily Watson – Rose Narracott
- Jeremy Irvine – Albert Narracott
- Peter Mullan – Ted Narracott
- David Thewlis – Lyons
- Toby Kebbell – Geordie
- Geoff Bell – sierżant Sam Perkins
- Patrick Kennedy – porucznik Waverly
- Niels Arestrup – dziadek
- Celine Buckens – Emilie
- David Kross – Gunther
- Rainer Bock – Brandt
- Nicolas Bro – Friedrich
- Leonard Carow – Michael
- Robert Emms – David Lyons